# Mulyorejo (Kesesi)
Mulyorejo is een bestuurslaag in het regentschap Pekalongan van de provincie Midden-Java, Indonesië. Mulyorejo telt 2759 inwoners (volkstelling 2010).